# 克爾謝希爾

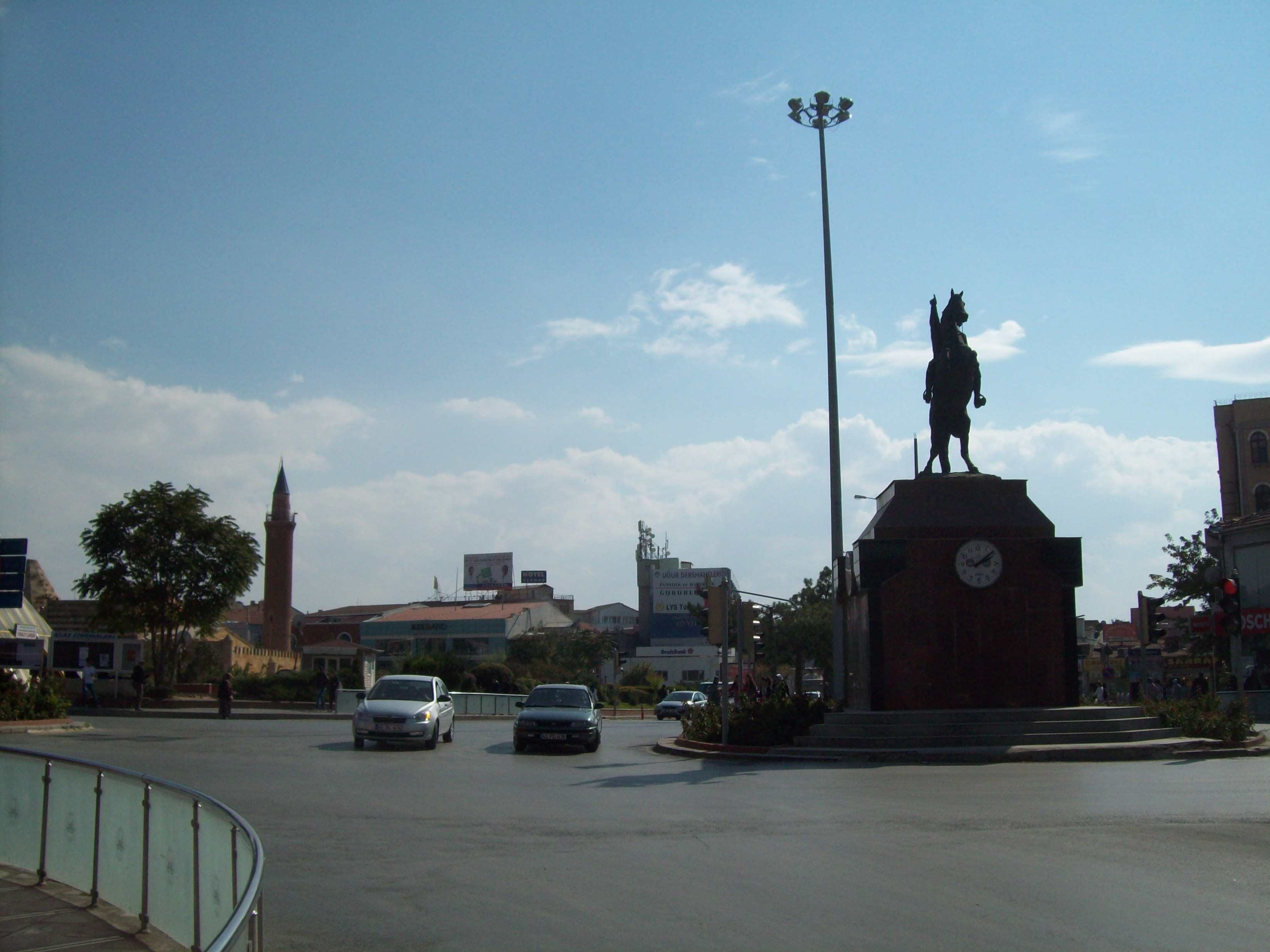
克爾謝希爾

克爾謝希爾是土耳其的城市，也是克爾謝希爾省的首府，位於該國中部，海拔高度1,027米，受大陸性氣候影響，每年平均降雨量391毫米，2009年人口105,826。

## 外部連結
- web link （页面存档备份，存于）
- District governor's official website （页面存档备份，存于） （英文）
- District governor's official website （页面存档备份，存于） （土耳其文）
- District municipality's official website （土耳其文）
- Kirsehir Portal （土耳其文）

39°09′N 34°10′E / 39.150°N 34.167°E